# Sisley Huddleston
Sisley Huddleston, född 28 maj 1883, död 14 juli 1952, var en brittisk publicist och författare.
Sisley Huddleston kom tidigt för studier till Paris, där han snart blev journalist. Han var 1914–1918 korrespondent för Daily Mail, 1921–1924 för The Times och var ledarskribent i The Christian Science Monitor 1919–1938. Under Vichyregimen blev Huddleston fransk medborgare. Huddleston delade sitt intresse mellan utrikespolitik och konst och litteratur. Han publicerade en rad arbeten över samtida politiska personligheter och problem, såsom Poincaré (1924), France and the French (1925), Peace-making in Paris (1929), War unless... (1933, svensk översättning 1934), In my time: an observer's record of war and peace (1938), Lettre à un ami français (1943) och Le mythe de la liberté (1943) samt en rad böcker med minnen och iakttagelser från livet i Paris, främst i konstnärskretsar, såsom In and about Paris (1927), Artides de Paris (1928), Bohemian, literary and social life in Paris (1928) och Back to Montparnasse (1931).